# Voorste Stroom

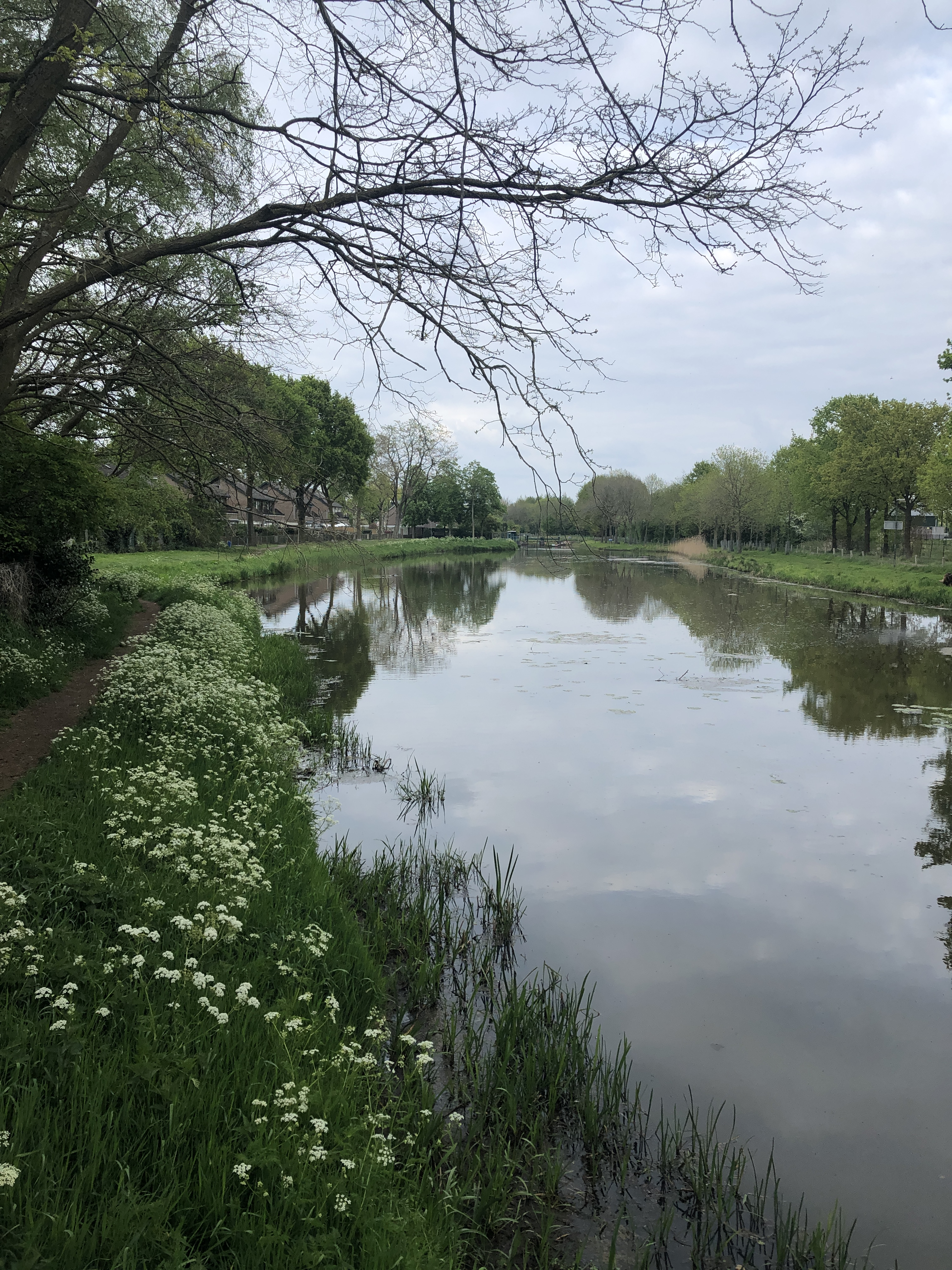
Voorste stroom, zuidwestelijk van Oisterwijk

De Voorste Stroom is de benedenloop van de Nieuwe Leij van Tilburg tot de samenvloeiing met de Achterste Stroom bij Oisterwijk, waar de Esschestroom of Run begint, niet te verwarren met de oostelijker gelegen Run bij Veldhoven.
Aan de Voorste Stroom stonden vroeger twee watermolens, de Heukelomse molen bij Laag-Heukelom en de watermolen Ter Borch in Oisterwijk. Onder juristen is de Voorste Stroom vooral bekend door een zevental arresten van de Hoge Raad, waarbij het ging om de vraag of en zo ja, op welke gronden de overheid aansprakelijk gesteld kon worden voor de schade als gevolg van de vervuiling van deze beek. 